# Televiziunea în Republica Moldova
TeleRadio Moldova este compania publică de televiziune care transmite postul de televiziune Moldova 1. Postul TV difuzează emisiuni sociale, buletine de știri în limbile română și rusă și emisiuni de divertisment și actualitate.

## Istoric
TVC21, lansat în 1996, este un post TV moldovenesc de limbă rusă care transmite săptămânal două emisiuni în limba română: Bună dimineața, Chișinău! (din 25 iulie 1998) și Casino muzical (din 1 octombrie 2006), ambele realizate de Honestas TV Studio. Director - Silvia Bodiu (Caloianu).
În 1997 este lansat la Chișinău postul de televiziune privat NIT TV (acronim de la „Noile idei televizate”) cu emisie aproape exclusivă în limba rusă și apropiat de Partidul Comuniștilor din Republica Moldova. Ca urmare a ajungerii PCRM la putere în anul 2001, NIT TV reușește ca până în anul 2005 să obțină de la CCA (Consiliul Coordonator al Audiovizualului) frecvențe de emisie prin eter, astfel încât, în prezent este recepționat liber și gratuit pe aproape întreg teritoriul republicii.
La 1 septembrie 1999, a fost lansat canalul Prime, care retransmite preponderent emisiunile postului rus Pervîi Kanal.
PRO TV Chișinău, lansat la sfârșitul lui 1999 emite în eter pe raza orașelor Chișinău, Bălți, Cahul, Varnița, Anenii Noi  și suburbii, precum și prin rețelele de cablu în toată țara. Retransmite programele postului omonim din București, dar creează și emisiuni proprii (buletine de știri locale, emisiunea În profunzime cu Lorena Bogza, „VIP Magazin”, „Autoexpert”). Potrivit barometrului Opinia, PRO TV Chișinău este cel mai bun post de televiziune din Moldova în perioada 2002–2006. PRO TV Chișinău împreună cu NIT TV sunt singurele canale de televiziune din dreapta Nistrului prezente pe rețelele de cablu din Transnistria.
În 2002 este fondat RIF TV, care avea sa devina mai târziu N4, post de televiziune cu emisie aproape integrală în limba rusă, care acoperă în prezent aproximativ 70% din teritoriul Republicii Moldova.
Tot în 2002 este înființat și EuTV Chișinău. Postul TV a fost înființat în anul 2002 ca un post public în proprietatea municipalității Chișinău și a fost privatizat în 2007, fiind cumpărat de Igor Boldureanu. EuTV a ajuns la începutul anului 2009, să fie în incapacitate de plată, astfel s-a ajuns să se renunțe la redacția de știri, pentru moment difuzându-se doar filme artistice dublate în limba rusă și subtitrate în limba română. Trebuie precizat că în acest moment EuTV Chișinău are acoperire pentru 50-60% din teritoriu și drepturi de emisie care i-ar putea asigura un procent de 70-75% acoperire din republica.
La 1 martie 2006, a fost lansat canalul TV7, care retransmite preponderent emisiunile postului rus NTV, dar produce și propriile programe informative și analitice: „Astăzi în Moldova” (în rusă), „Cotidian” (în română), „Cotidian Exclusive” (în română), „Vedete cu șorț” (în română) și prognoza meteo (în română și rusă). Programul poate fi recepționat prin toate rețelele de cablu din capitală.
La 5 martie 2010 a început să emită prima televiziune de știri din Republica Moldova având denumirea Jurnal TV. Acesta are majoritatea emisiunilor în limba română și o parte în limba rusă. Jurnal TV este prima și singura televiziune din Republica Moldova care poate fi vizionată și în România prin intermediul rețelelor de cablu TV.

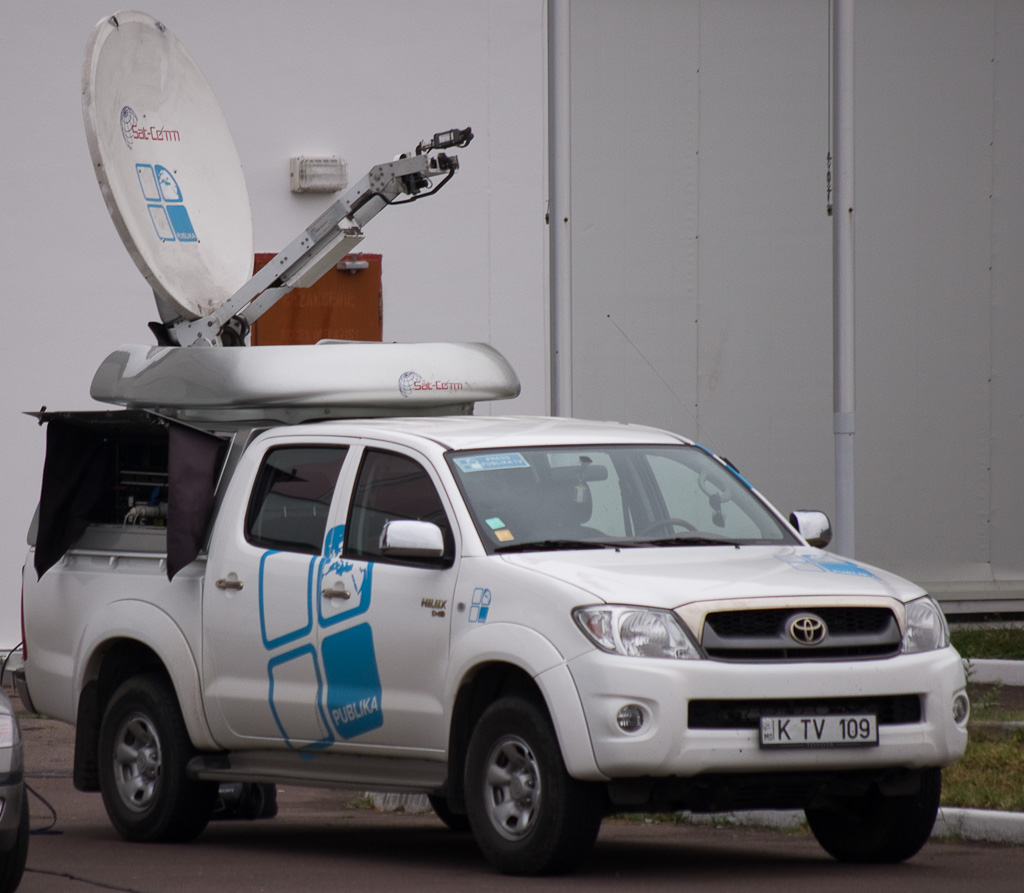
Publika TV

În anul 2010 o altă televiziune de știri, Publika TV a început să emită. Publika TV este o televiziune multiculturală, bilingvă, cu programe în limbile română și rusă, care transmite știri din oră în oră, precum și talk show-uri pe teme politice, economice și sociale. Publika TV este o investiție românească a grupului media Realitatea-Cațavencu.
Piața de cablu din Moldova este dominată de operatorul Sun TV, care transmite în pachetele sale, în afara televiziunilor cu flux local, și posturi din România ca: TVR 1, PRO TV, Realitatea TV, Național TV, Prima TV, Acasă TV, Kiss TV, N24, Telesport, Minimax, Favorit TV, HBO, AXN dar și canalele Viasat History, Discovery, National Geographic și Animal Planet dublate în rusă cu titrare în română.
Alături de Sun TV în Republica Moldova mai activează și rețele de cablu TV și satelit. Focus Sat este o companie de cablu TV. În Republica Moldova Focus Sat este prima și la moment unica companie care prestează servicii TV digital prin satelit.
Pe 4 iulie 2014, Consiliul Coordonator al Audiovizualului (CCA) a sancționat o serie de posturi de televiziune, și anume TV7, Prime, Ren TV Moldova, RTR Moldova și Rossia 24, pentru că „în emisiunile informativ-analitice preluate din Federația Rusă, posturile de televiziune respective utilizează instrumente de propagandă agresive, promovează și intensifică zvonuri neconfirmate, manipulează prin text și imagini, utilizează etichetări pentru a discredita și a prezenta într-o conotație negativă guvernul de la Kiev, dezinformează și manipulează opinia publică referitor la evenimentele din Ucraina prin tertipuri de montaj și comentarii ce abundă în invective. De asemenea, posturile monitorizate au difuzat știri și reportaje în care nu există pluralism de opinii, acestea prezentînd, unilateral și preponderent punctul de vedere al Moscovei și al adepților federalizării Ucrainei. Limbajul utilizat în comentarii este unul agresiv și intolerant, care conține insulte directe față de Guvernul Ucrainei și față de populația care îl susține. Totodată, raportul evidențiază cîteva cazuri de instigare la violență și ură interetnică, discriminare pe motiv de apartenență la forțele proucrainene și proeuropene.”
În scopul extinderii posibilităților de utilizare a spectrului radio, Uniunea Internațională de Telecomunicații (UIT) și Comunitatea Europeană au elaborat documentația necesară cu privire la trecerea de la televiziunea analogică terestră la televiziunea digitală terestră. Echipamentele și sistemele cu semnale digitale și, respectiv, analogice nu sunt reciproc compatibile, astfel, începând cu 17 iunie 2015, considerat termenul-limită pentru sistarea transmisiunilor analogice convenționale (STAC), canalele TV în format analogic nu beneficiază de protecție. Difuzarea acestora poate fi sistată în cazul în care canalele TV în format digital vor crea interferențe.

## Activitatea audiovizuală pe teritoriul regiunii transnistrene
Autoritățile din autoproclamata republică transnistreană gestionează, pe parcursul mai multor ani, audiovizualul din regiune în absența unei coordonări cu instituțiile de profil din Republica Moldova. Conform Consiliului Coordonator al Audiovizualului (CCA), acțiunile administrației separatiste creează o serie de probleme, printre care: concurența neloială față de distribuitorii de servicii de pe malul drept al Nistrului; perturbarea serviciilor de programe ale operatorilor de radio prin difuzarea pe frecvențe neautorizate, incompatibile din punct de vedere electromagnetic cu cele eliberate de CCA în bază de concurs. Problema în cauză se referă și la televiziunea digitală, care deja se implementează în zona transnistreană.
Prin scrisoarea nr. 01/1884 din 24.12.2013, Ministerul Tehnologiei Informației și Comunicațiilor a informat CCA despre rezultatele monitorizării spectrului de frecvențe, conform căruia în eter au fost depistate două stații de televiziune digitală terestră pe canalele de televiziune 23 și 57, amplasate în zona orașului Dnestrovsc. Totodată, a fost depistată înlocuirea stației analogice pe canalul 36 din orașul Slobozia cu o stație de televiziune digitală. Aceste stații noi emit semnale de televiziune în standardul DVB-T2, cu lărgimea de bandă a canalului 8 MHz.
În prezent, în regiunea transnistreană funcționează 19 stații de televiziune digitală terestră, care formează 2 rețele (multiplexuri), prin intermediul cărora sunt difuzate programe de televiziune din regiune, din Rusia, precum și piratate. Potrivit estimărilor, semnalul acestor rețele poate fi recepționat de circa 30% din populația raioanelor adiacente zonei transnistrene, iar grila acestor programe nu este coordonată cu Consiliul Coordonator al Audiovizualului.

## Vezi și
- Televiziunea digitală terestră în Republica Moldova
- Televiziunea în România
- Televiziunea digitală terestră în România
- Televiziunea analogică terestră în România
- Televiziune digitală terestră
- Televiziune digitală terestră (DVB-T2)
- Televiziune digitală
- Televiziune digitală prin cablu
- Televiziune prin cablu
- Televiziune pe internet
- Televiziune prin satelit
- Televiziune terestră
- Televiziune
- Istoria televiziunii
- IPTV
- Listă de canale de televiziune din Moldova
- Listă de canale de televiziune în limba română
- Listă de posturi de televiziune în limba română după operator
- Listă de canale de televiziune în limba română desființate
- Listă de canale de televiziune în limba română pentru copii